# أشلي آن اولسن
أشلي آن اولسن (بالإنجليزية: Ashley Ann Olsen)‏ هي فنانة أمريكية، ولدت في 1980 في سانت أوغسطين في الولايات المتحدة، وتوفيت في 8 يناير 2016 في فلورنسا في إيطاليا.